# Mohammed Abdel Wahab

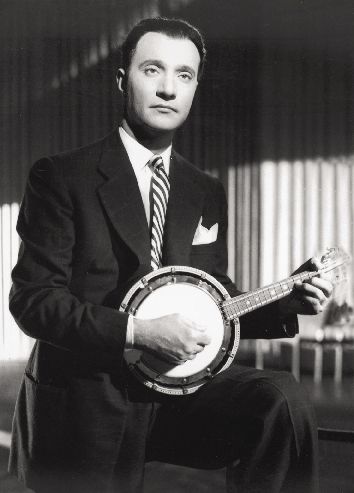
Mohammed Abdel Wahab mit einer Cümbüş, ca. 1950

Mohammed Abdel Wahab (arabisch محمد عبد الوهاب, DMG Muḥammad ʿAbd al-Wahhāb), oder auch Mohammed Abd el-Wahaab (* 13. März 1907 in Kairo; † 3. Mai 1991 ebenda) war ein ägyptischer Sänger und Komponist. Er wurde u. a. bekannt als Komponist der Nationalhymnen mehrerer arabischer Staaten.

## Leben
Mohammed Abdel Wahab wurde am 13. März 1907 in Bab Al-Sha'ryia in der Nähe von Kairo geboren und lebte zusammen mit seinen Eltern und seinen zwei Schwestern. Mit seiner ersten Frau produzierte er 1934 seinen ersten Film („Die weiße Rose“), doch die Ehe scheiterte 1943 nach zehn Jahren. Ein Jahr später heiratete er seine zweite Frau Iqbal, mit der er fünf Kinder hatte, doch auch diese Ehe wurde 1957 geschieden. Mit seiner dritten Frau Nahla Al Qudsi blieb er kinderlos bis zu seinem Tod zusammen. Er starb an Herzinsuffizienz in seiner Heimat.

## Wirken
Mohammed Abdel Wahab wurde im Alter von 17 Jahren Schüler des Poeten Ahmed Shawqi, der zu den berühmtesten Dichtern seiner Zeit gehörte. Abdel Wahab war der erste Komponist, der arabische Lieder oder Gedichte mithilfe europäischer Musik neukomponierte. So fügte er 1941 in sein Lied Al Gondol den Walzer als Rhythmus ein, auch fügte er 1957 den Rhythmus des Rock and Roll in Abdel Halim Hafez’ Lied Ya Albi Ya Khali. Mohammed Abdel Wahab spielte Oud und wirkte zudem als Schauspieler an einigen Filmen mit. Er arbeitete mit der berühmten Sängerin Umm Kulthum zusammen und schrieb für sie zehn Stücke.

### Nationalhymnen
Anlässlich der Unabhängigkeit Libyens komponierte Mohammed Abdel Wahab das Lied „Ya Beladi“ (auch bekannt als „Libya, Libya, Libya“), das von 1951 bis 1969 als Nationalhymne des Landes verwendet wurde. Nach der Machtübernahme Muammar al-Gaddafis wurde es durch eine andere Komposition ersetzt, doch nach dem Bürgerkrieg in Libyen wurde es 2011 erneut zur Nationalhymne erklärt.
Im Auftrag der Regierung der Vereinigten Arabischen Emirate komponierte Mohammed Abdel Wahab das Stück „ʿĪschī bilādī“ (dt. „Lang lebe mein Land“), das seit der Unabhängigkeit des Landes 1971 als Nationalhymne gespielt wird. Für viele Jahre war diese Hymne ohne Text; erst 1996 wurde in einem Wettbewerb der heute gesungene Wortlaut ausgewählt.
Als in Ägypten anlässlich des Friedensvertrages mit Israel die bisherige Nationalhymne der Vereinigten Arabischen Republik, „Walla Zaman Ya Selahy“ (dt. etwa: „Oh meine Waffe“), durch ein friedlicher klingendes musikalisches Staatssymbol ersetzt werden sollte, beauftragte Präsident Anwar as-Sadat Mohammed Abdel Wahab damit, das populäre Lied „Biladi, Biladi, Biladi“ des Komponisten Sayed Darwish für die Verwendung als Nationalhymne zu arrangieren. Bei der Rückkehr Anwar as-Sadats aus Washington, wo er am 26. März 1979 mit Israels Ministerpräsident Menachem Begin den Friedensvertrag unterzeichnet hatte, wurde die neue Nationalhymne erstmals unter der Leitung von Mohammed Abdel Wahab aufgeführt.
Mohammed Abdel Wahab vertonte außerdem das antikoloniale Gedicht „Humat al-hima“ („Verteidiger des Vaterlandes“) des ägyptischen Poeten Mustafā Sādiq ar-Rāfiʿī, das von dem tunesischen Dichter Abu al-Qasim asch-Schabbi um zwei weitere Strophen ergänzt worden war. Nach dem Sturz Präsident Habib Bourguibas wurde dieses Stück 1987 zur neuen Nationalhymne Tunesiens erklärt.

## Würdigung
- Gamal Abdel Nasser zeichnete ihn mit der höchsten ägyptischen Medaille aus.
- Anwar as-Sadat verlieh ihm den Rang eines Generals.
- Er war der erste ägyptische Musiker, der mit einem militärischen Staatsbegräbnis verabschiedet wurde.

## Filmographie
- Al Warda Al Baydaa
- Mamnoua Al Hob
- Youm Saaed
- Rossassa Fe Al Qalb
- Lasto Mlakan
- Domoo' El Hobb
- Yahia Al Hobb
- Ghazal Al Banat